# 佩特科·卡拉韦洛夫
佩特科·斯托伊切夫·卡拉韦洛夫（羅馬化：Petko Stoychev Karavelov；1843年3月24日—1903年1月24日），保加利亚自由主义政治家，四次担任首相。

## 生平
卡拉韦洛夫生于科普里夫什蒂察（Koprivshtitsa），他的哥哥柳本·卡拉韦洛夫是知名作家和保加利亚革命中央委员会主要成员。卡拉韦洛夫最初在埃内兹（Enez）的希腊语言学校学习，到16岁时前往莫斯科，在莫斯科国立大学攻读历史和语言学。
1880-1881年他第一次担任首相，当亚历山大在1881年暂停宪法时辞职，被亚历山大宣布为不受欢迎的人。许多自由派跟着卡拉韦洛夫流亡普罗夫迪夫，在那里他找到了一个老师的工作，期间担任普罗夫迪夫的市长，1884年返回保加利亚。
1884年-1886年卡拉韦洛夫再次担任首相，期间和塞尔维亚发生战争。1891-1894年因被控煽动刺杀政府部长贝尔切夫（Hristo Belchev）而被判入狱。在世纪之交卡拉韦洛夫成为民主党的创始人之一，他更喜欢拉近与西方欧洲的关系而不是俄罗斯。1901年他短暂领导民主党的第一个政府。